# Revolutions (Álbum de Blind Channel)
Revolutions es el álbum debut de la banda finlandesa Blind Channel. El álbum fue lanzado el 1 de octubre de 2016, la grabación comenzó en octubre de 2015 con la ayuda de Jonas Olsson y finalizó un año después. El álbum consta de 11 canciones, una de las cuales es la portada de la canción "Don't" de Ed Sheeran. El álbum recibió críticas generalmente positivas, con publicaciones finlandesas como Soundi y Kaaoszine que lo elogian mucho, entre otras fuentes de reseñas.

## Sencillo
El primer Sencillo del álbum, "Unforgiving", se lanzó el 12 de junio de 2015 y luego se volvió a grabar y se agregó a la lista de canciones del álbum. El 29 de septiembre del mismo año, Blind Channel lanzó una versión de la canción de Ed Sheeran "Don't", que fue reproducido en estaciones de radio no solo en Finlandia, sino también en el extranjero.
El 19 de febrero de 2016, se lanzó el sencillo "Darker Than Black". El video musical, producido con el apoyo de Ranka Kustannus, se emitió el mismo día. El 22 de junio del mismo año, la banda lanzó el sencillo "Deja Fu", así como el video musical de la canción. El video fue filmado por Teemu Halmetoja y el video en sí era una selección de las actuaciones del grupo en festivales y conciertos en 2016. El último sencillo "Enemy for Me" fue lanzado poco antes del lanzamiento del álbum el 16 de septiembre de 2016.

## Lista de canciones
| CD / Descarga digital |                                   |        |        |         |          |  |
| N.º                   | Título                            | Letras | Música | Arreglo | Duración |  |
| 1.                    | «"Bullet (With Your Name on It)"» |        |        |         | 3:35     |  |
| 2.                    | «Pitfall»                         |        |        |         | 3:27     |  |
| 3.                    | «Deja Fu»                         |        |        |         | 3:33     |  |
| 4.                    | «Hold On to Hopeless»             |        |        |         | 3:42     |  |
| 5.                    | «What's Wrong»                    |        |        |         | 3:32     |  |
| 6.                    | «My Revolutions»                  |        |        |         | 3:24     |  |
| 7.                    | «Another Sun»                     |        |        |         | 3:28     |  |
| 8.                    | «Unforgiving»                     |        |        |         | 3:39     |  |
| 9.                    | «Don't" (Cover de Ed Sheeran)»    |        |        |         | 3:39     |  |
| 10.                   | «Darker Than Black»               |        |        |         | 3:34     |  |
| 11.                   | «Enemy for Me»                    |        |        |         | 3:20     |  |
| 38:53                 |                                   |        |        |         |          |  |

## Créditos
- Joel Hokka – voz, guitarra
- Niko Moilanen – voz
- Joonas Porko – guitarra, coros
- Olli Matela – bajo
- Tommi Lalli – batería

## Posicionamiento en listas
| Chart (2022)                        | Mejor posición |
| ----------------------------------- | -------------- |
| Finlandia (Suomen Virallinen Lista) | 26             |